# Homeomorfismo

Ejemplo clásico de dos figuras homeomorfas: una taza y un toro o dónut.

En topología, un homeomorfismo (del griego ὅμοιος (homoios) = ‘misma’ y μορφή (morphē) = ‘forma’) es una función de un espacio topológico a otro, que satisface tres condiciones: es biyectiva, es continua y su inversa también es continua. En tal caso se dice que los dos espacios, el de partida y el de llegada, son homeomorfos. Cuando dos espacios topológicos son homeomorfos, los conjuntos abiertos de ambos espacios están en correspondencia biyectiva, por lo que la estructura topológica de ambos es idéntica. Las propiedades que se conservan bajo homeomorfismos, que por tanto son intrínsecas de dicha estructura, se denominan propiedades topológicas o invariantes topológicos.
De modo intuitivo, dos espacios son homeomorfos cuando uno de ellos puede «deformarse sin romperse» hasta obtener el otro. Por ejemplo, Un cubo y una esfera son sólidos homeomorfos. A diferencia de la geometría euclidiana, que estudia las propiedades de los espacios que son invariantes bajo movimientos rígidos, la forma o las distancias no son relevantes desde el punto de vista de la topología. En cambio, la topología estudia la relación de vecindad entre unos puntos y otros: cuestiones como la separación, la conectividad o la compacidad, entre otras muchas. Sin embargo, no todas las transformaciones continuas preservan estas propiedades; por ejemplo, un segmento de recta se puede deformar continuamente hasta un único punto, pero dicha transformación no es invertible y por tanto no es un homeomorfismo.
En la categoría de espacios topológicos, los morfismos son las funciones continuas y los isomorfismos son los homeomorfismos. La inversa de un homeomorfismo y la composición de dos homeomorfismos son a su vez homeomorfismos. En consecuencia, el conjunto de todos los homeomorfismos {\displaystyle h:X\to X} de un espacio topológico en sí mismo forman un grupo llamado grupo de homeomorfismos de {\displaystyle X}, que se denota como {\displaystyle Homeo(X)}.

## Definición
La definición de homeomorfismo es la siguiente:
| Homeomorfismo Sean {\displaystyle X} e {\displaystyle Y} espacios topológicos, y {\displaystyle f} una función de {\displaystyle X} a {\displaystyle Y}; entonces, {\displaystyle f} es un homeomorfismo si se cumple que: - {\displaystyle f} es una biyección - {\displaystyle f} es continua - La inversa de {\displaystyle f} es continua |

Si {\displaystyle f:X\to Y} es un homeomorfismo, entonces se dice que {\displaystyle X} es homeomorfo a {\displaystyle Y}. Una consecuencia inmediata de la definición es que la inversa {\displaystyle f^{-1}:Y\to X} es también un homeomorfismo; por tanto {\displaystyle Y} también es homeomorfo a {\displaystyle X}. De ahí que se diga simplemente que {\displaystyle X} e {\displaystyle Y} son espacios homeomorfos entre sí. Todo espacio topológico es homeomorfo a sí mismo (la función identidad es un homeomorfismo). Además, la composición de dos homeomorfismos es a su vez un homeomorfismo. Por tanto, la relación entre espacios topológicos dada por «ser homeomorfos» es una relación de equivalencia. A las clases de equivalencia bajo esta relación se les denomina clases de homeomorfismo.
Una función {\displaystyle f:X\to Y} es continua si para todo conjunto abierto de {\displaystyle Y}, su preimagen bajo {\displaystyle f} es un abierto de {\displaystyle X}. Si además {\displaystyle f} es un homeomorfismo, entonces también las imágenes de los abiertos de {\displaystyle X} son abiertos en {\displaystyle Y} (es decir, {\displaystyle f} es una función abierta). En consecuencia, {\displaystyle f} hace corresponder biyectivamente cada conjunto abierto de {\displaystyle X} con un abierto de {\displaystyle Y}. La estructura topológica de un espacio consiste precisamente en su colección de conjuntos abiertos. Por tanto, todos los espacios de una misma clase de homeomorfismo tienen exactamente las mismas propiedades topológicas, es decir, desde el punto de vista de la topología son todos iguales.

### Ejemplos
- Cualquier curva cerrada simple (sin autointersecciones) en el espacio es homeomorfa a una circunferencia ({\displaystyle \mathbb {S} ^{1}}).
- Una esfera n-dimensional a la que se le ha quitado un punto, {\displaystyle \mathbb {S} ^{n}\setminus \{p\}}, es homeomorfa al espacio euclídeo {\displaystyle \mathbb {R} ^{n}}. Un posible homeomorfismo es la proyección estereográfica.
- Dos superficies tipo «taza de café con asa» y un «toro» (o «dónut») son homeomorfos.

### Caracterización de homeomorfismos
Dependiendo del contexto, se puede determinar si una función es un homeomorfismo si satisface algunas condiciones, que son equivalentes a la definición dada más arriba (o según el caso, si dos espacios son homeomorfos):
- Una función biyectiva y continua es un homeomorfismo si y solo si es abierta (o equivalentemente, si y solo si es cerrada).
- Dos espacios dotados de la topología discreta son homeomorfos si y solo si tienen la misma cardinalidad.
- Si X es un espacio compacto e Y es un espacio de Hausdorff, entonces {\displaystyle f:X\to Y} es un homeomorfismo si y solo si es f es una biyección continua. Esto es, no es necesario verificar que la inversa de f sea continua.[4]
- Dos superficies cerradas orientables (respectivamente, no orientables) son homeomorfas si y solo si tienen el mismo género (teorema de clasificación de superficies cerradas).[5]
- Dos espacios euclídeos son homeomorfos si y solo si tienen la misma dimensión.

## Conceptos relacionados

### Homeomorfismo local
Un homeomorfismo local es una función {\displaystyle f:X\to Y} entre espacios topológicos en la que para cada punto de {\displaystyle X} existe un entorno abierto {\displaystyle U} tal que la restricción de {\displaystyle f} a {\displaystyle U} es un homeomorfismo. Los homeomorfismos locales respetan la estructura topológica localmente, es decir, en la vecindad de cada punto del espacio, pero no necesariamente para el espacio globalmente.
Todo homeomorfismo es un homeomorfismo local, pero el recíproco no es cierto. Por ejemplo, la función {\displaystyle f:\mathbb {R} \to S^{1}} dada por {\displaystyle f(x)=e^{ix}} es un homeomorfismo local entre la recta real y la circunferencia unidad (como subconjunto del plano complejo). En cada intervalo abierto de longitud inferior a {\displaystyle 2\pi }, dicha función se comporta como un homeomorfismo, pero {\displaystyle \mathbb {R} } no es homeomorfo a {\displaystyle S^{1}}. En general las aplicaciones recubridoras, como la del ejemplo, son homeomorfismos locales.

### Difeomorfismo
Un difeomorfismo es un homeomorfismo diferenciable entre variedades diferenciables cuya inversa también es diferenciable; es decir, es un isomorfismo entre variedades diferenciables. Todo difeomorfismo es un homeomorfismo, pero no al contrario: por ejemplo, un disco y un cuadrado son homeomorfos, pero no difeomorfos.
Los cambios de coordenadas constituyen un caso particular de difeomorfismo.
En física los difeomorfismos son ampliamente usados:
En mecánica hamiltoniana el flujo asociado a la evolución temporal de un sistema mecánico es un difeomorfismo. También cualquier transformación canónica es un difeomorfismo.
En mecánica de medios continuos la deformación es un difeomorfismo desde una configuración inicial a la configuración final. El conjunto de todos estos difeomorfismos forma un grupo de Lie de dimensión infinita.
En Relatividad general la evolución del espacio-tiempo viene dada por un grupo uniparamétrico de difeomorfismos. El grupo de norma de la relatividad general es el grupo de difeomorfismos que además son isometrías.